# Rivers to the Sea (tomik Sary Teasdale)
Rivers to the Sea – tomik amerykańskiej poetki Sary Teasdale, opublikowany w 1915.